# Mono (banda)
Mono foi um duo de pop britânico formado pela vocalista Siobhan De Maré e o produtor Martin Virgo. O banda se tornou conhecida pelo one-hit wonder single Life in Mono, de seu único álbum Formica Blues, que foi usado na trilha sonora do filme Great Expectations de 1998.
A música do grupo é geralmente descrita como trip hop, visto que há similaridades com Sneaker Pimps e Portishead. Sem falar da frequentemente falada influência do jazz remanescente, da década de 1960, de filmes de espionagem e ainda dos estilos de produção da música pop surgidos também na mesma década.

## Formação
A banda foi formada no outono de 1996, em Londres, com a vocalista Siobhan De Maré e Martin Virgo nos teclados, sintetizador e produtor. Os dois se conheceram em Londres na busca de seus respectivos projetos musicais: Virgo estava no término de uma sessão de trabalho, enquanto que Maré estava planejando montar o seu próprio estudo de gravações em Paris.
Mesmo com diferentes influências musicais, eles facilmente compuseram músicas. Depois de algumas fitas demo distribuidas, eles receberam várias ofertas de contrato de selos de gravação. Em vista disso, a pressão foi tamanha que levou-os a forma um grupo, mesmo com Maré estando em férias em Los Angeles. Inicialmente, planejaram usar o nome Tremelux, mas escolheram Mono, nome tirado do título da música "Back to Mono" de Phil Spector.
Assinaram contrato com a gravadora britânica Echo Records, passando depois para Warner, Island e London. Seu primeiro lançamento foi, em 1996, o EP da música "Life in Mono" e vários remixes. Este EP foi seguido pelo álbum Formica Blues em 1997.
Em 1998, o uso de "Life in Mono" em trilha sonora, trailers e nos créditos finais do filme Great Expectations (depois que Robert De Niro, que estava trabalhando no filme, ouviu a música) trouxe grande exposição para o single como nunca antes, e se tornou, semanas após ao lançamento do filme, a música número um das mais pedidas nas rádios dos EUA.
Com o novo contrato da banda, com a Mercury Records, singles promocionais de "Life in Mono" foram distribuídos em clubes noturnos e, ao mesmo tempo, nas modernas estações de rock.
No auge da popularidade, Mono embarcou em uma turnê. Depois de um período parada, a banda foi desfeita em 2000.
Mais recentemente, de Maré fundou Pearl Dust, uma agência musical. Virgo se uniu a International Love Corporation, uma banda de rock promovida através do MySpace e CD Baby, ficando nos teclados.

## Discografia
Álbuns de estúdio
- Formica Blues (1997)

Singles
- Live in Mono (1996, 1998)
- Silicone (1997)
- Slimcea Girl (1997)
- High Life (1998)

EP
- Fromica Blues Album Sampler (1997)